# آجاباج
آجاباج (به ارمنی: Աջաբաջ) یک روستا در ارمنستان است که در نور آستغابرد واقع شده‌است. در ۲ کیلومتری شمال‌غرب روستای نور آستغابرد واقع شده‌است.

## خصوصیات
آجاباج ۳۰ نفر جمعیت دارد و در ارتفاع ۱۹۵۰ متر بالاتر از سطح دریا قرار گرفته‌است.